# Фэн Бинь
Фэн Бинь (кит. трад. 冯彬, упр. 馮彬, пиньинь Féng Bīn;; род. 3 апреля 1994, Пэнлай, Шаньдун) — китайская метательница диска, чемпионка мира 2022, чемпионка Азии 2019 года. Участница летних Олимпийских игр 2016 и 2020 годов.

## Биография
Фэн Бинь начала метать диск в раннем подростковом возрасте и участвовала в юношеском чемпионате мира по легкой атлетике в 2011 году, заняв четвёртое место. На взрослом уровне Бинь добилась серьёзного успеха, завоевав золотую медаль на Всемирных военных играх 2015 года с личным рекордом 62,07 м.
В 2016 году она стала победительницей чемпионата Китая по легкой атлетике. На летних Олимпийских играх 2016 года она была одной из трех китайских метательниц диска, вышедших в финал, в итоге став 8-й с результатом 63,06 метра.
В 2018 году китайская спортсменка приняла участие в Азиатских играх, где завоевала серебряную медаль с результатом 64,25 метра.
В 2019 году на чемпионате Азии она стала чемпионкой с результатом 65,36 метра. На чемпионате мира 2019 года в Дохе она заняла итоговое 5 место с результатом 62,48 метра.
На летних Олимпийских играх 2020 года в Токио Фэн Бинь не смогла квалифицироваться в финал с результатом 60,45 и 17-м итоговым местом.
В 2022 году в США на чемпионате мира она праздновала успех, став чемпионкой мира отправив диск к рекордным для себя 69,12 метра. Через год на чемпионате мира в Будапеште она завоевала бронзовую медаль с результатом 68,20 метров.